# Thomas Corcoran (futbolista)
Thomas Corcoran (1909) era un futbolista profesional inglés que jugaba de lateral derecho.

## Carrera
Nacido en Earlestown, Corcoran jugó para Atherton, Bradford City y Rochdale. Con el Bradford City hizo 3 apariciones en la Liga de Fútbol.